# Vals (muziek)
Vals wordt gebruikt in de muziek en betekent 'onzuiver' of 'niet zuiver'. Een muziekinstrument kan vals zijn omdat het niet goed gestemd is en een zangstem klinkt vals als de zangstem de juiste toon niet treft.
Een opeenvolging of samenklank van twee zuivere tonen die niet 'lekker in het gehoor' liggen zijn niet vals, maar dissonant. Wat voor de één als dissonant klinkt, hoeft dat voor een ander niet te doen.

## Vals
Een samenklank is consonant als de frequentiewaarden van de losse tonen geen veelvouden zijn of een eenvoudige breukrelatie tot elkaar hebben. Wanneer dit wel zo is, spreekt men van objectief zuiver of objectief rein. 100 Hz en 150 Hz zijn objectief rein, 103 Hz en 160 Hz zijn vals. Opvallend is dat in onze gebruikelijke gelijkzwevende stemming, op het octaaf na, alle toonverhoudingen niet helemaal zuiver zijn. Wij ervaren de kleine afwijkingen echter als zuiver.
Het spreekt voor zich dat een instrument dat verkeerd of niet gestemd is, een zanger(es) die een foute toon zingt of een verkeerde stemming binnen een ensemble, een vals of ongewenst geluid geeft. Dit wordt beschouwd als muziek die vals is. Bij samenspel moeten de verschillende instrumenten op dezelfde referentietoon gestemd zijn, zodat de muziek niet als vals kan worden ervaren.

## Dissonant
In sommige muziekstijlen noteert de componist zodanige harmonieën dat de muziek niet harmonieus in de oren klinkt. Aangezien de componist dit zo bedoeld heeft, is er geen sprake van valse muziek, maar spreekt men van dissonant(en). Deze dissonanten komen ook vaak voor in volksmuziek. Hoewel dit voor veel buitenstaanders vals lijkt, klinkt het voor de uitvoerders en de regionale bewoners die de muziek kennen heel normaal. Er zijn dus grote regionale verschillen. De culturele achtergrond, opvoeding en gewenning bepalen in dit geval of muziek al dan niet als vals wordt ervaren.
Valse noten kunnen ook gebruikt worden om een effect te verkrijgen. André Hazes zong bij vele nummers net onder de juiste toon waardoor zijn muziek droeviger klinkt. Supertramp gebruikt een tegenovergesteld effect: de toetsinstrumenten zijn uitermate zuiver gestemd, maar geven toch een afwijkend geluid. Claude Debussy componeerde muziek die door het gebruik van dicht bij elkaar liggende noten zweverig klinkt. De Russische componist Alfred Schnittke maakt in zijn werken zeer veel gebruik van dissonanten, voor een ongeoefend oor zal dit vaak als vals overkomen.

## Off-key
Off-key is een stemming van een muziekinstrument waarbij de snaren opzettelijk iets hoger of lager gestemd worden om de klankkleur van akkoorden te veranderen of te versterken.